# مارك باستون
مارك باستون (بالإنجليزية: Mark Paston)‏، من مواليد 13 ديسمبر 1976، لاعب كرة قدم نيوزيلندي.
يلعب مع نادي ويلينغتون فينيكس.
بدأ باللعب مع منتخب نيوزيلندا لكرة القدم في عام 1997.

## روابط خارجية
- مارك باستون على موقع الاتحاد الدولي (مؤرشف)  (الإنجليزية)
- مارك باستون على موقع قاعدة بيانات كرة القدم.إي يو (الإنجليزية)
- مارك باستون على موقع ناشيونال فوتبول تيمز (الإنجليزية)
- مارك باستون على موقع Soccerbase.com (لاعب) (الإنجليزية)
- مارك باستون على موقع Soccerway.com (الإنجليزية)
- مارك باستون على موقع عالم كرة القدم.نت (الإنجليزية)
- مارك باستون على موقع كووورة